# Secessão Hutsul
A Secessão Hutsul (também chamada de estilo Cárpato ou estilo da Galícia Oriental ) é um estilo arquitectónico que se desenvolveu no leste da Galícia, particularmente em Lviv . O estilo representa a primeira tentativa de criar um estilo ucraniano nacional no final do século XIX e início do século XX. O estilo é baseado na arquitectura popular local, mas incorpora elementos de outros estilos regionais da Secessão. Especificamente, a Secessão de Viena, juntamente com a arquitectura popular dos montanheses hutsul, formaram a base da Secessão Hutsul. O mais proeminente artista que trabalhou neste estilo foi Ivan Levynskyi, que chefiou uma empresa de vários outros arquitectos, incluindo Tadeusz Obmiński, Oleksandr Lushpynskyi e Lev Levynskyi.

## Descrição
O estilo Secessão Hutsul inclui telhados grandes e inclinados com contornos elaborados. Os edifícios costumam ser cobertos por torres semelhantes aos campanários das igrejas de Hutsul. Também extraído da arquitectura popular Hutsul é a gama de cores e decoração da utilização de metais e cerâmicas nos aspectos decorativos de edifícios. As formas das janelas, toldos e portas são distintamente elásticas, incorporando as formas expressivas do movimento.

## Exemplos

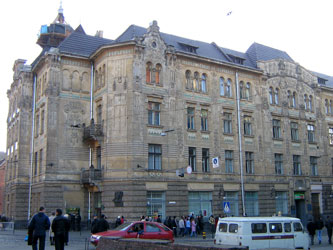
Primeira Policlínica Municipal

A Primeira Policlínica Municipal é um edifício de quatro andares construído em 1906. O edifício foi projectado por Ivan Levynskyi e Tadeusz Obmiński e hoje é designado como Monumento Arquitectónico. Anteriormente, o Edifício Dnister Insurance Company, desempenhou um papel importante na comunidade cultural da Ucrânia nos anos após a sua conclusão. Na década de 1950, o prédio foi redesenhado, perdendo quase todo o seu interior original. Foi sede de um comité regional do Partido Comunista, bem como várias outras amenidades e lojas da comunidade durante a era da Guerra Fria, e hoje é o lar de uma clínica, um ginásio, uma farmácia e uma loja de encadernação.

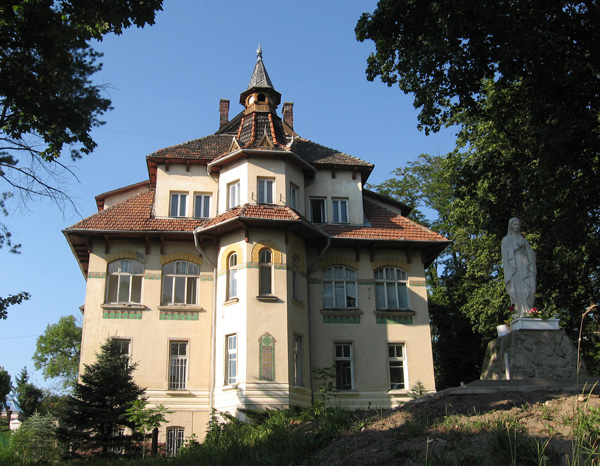
Clínica Solecki

A Clínica Solecki foi concluída em 1908 e foi projectada por Oleksandr Lushpynskyi. O prédio foi propriedade de Kazimierez Solecki, de quem recebeu o nome, até à Primeira Guerra Mundial, e foi construído para ser um sanatório da Cruz Vermelha . Embora o edifício tenha sido construído no estilo Art Nouveau, incorporou características da Secessão Hutsul.